# Bart After Dark
Bart After Dark, llamado Bart de Noche en Hispanoamérica y Bart al anochecer en España, es el quinto episodio de la octava temporada de la serie animada Los Simpson, estrenado originalmente en Estados Unidos por Fox el 24 de noviembre de 1996. Cuando Bart, luego de destruir una estatua histórica de una casa, es obligado a trabajar en algo que le parece aburrido, recibe una gran sorpresa al descubrir que la mansión es una casa de burlesque. Este episodio ganó un premio Emmy, en la categoría "Músicas y Letras" por la canción "We Put the Spring in Springfield".

## Sinopsis
En un boletín especial de noticias: un contenedor de petróleo se había quebrado y había derramado miles de litros de petróleo en la playa "Baby Seal". Lisa ve la noticia y le pide a Marge que la lleve a tratar de socorrer a la fauna afectada. Después de rogarle, su madre acepta y ambas se van a la playa junto con Maggie, dejando a Bart y a Homer solos en casa. Esta se convierte rápidamente en un desastre, por lo que Bart decide salir a jugar con sus amigos.   
En el parque, el avión de juguete de Milhouse se estrella contra una casa y Bart, a pesar de las advertencias de que en la casa vivía una bruja, va a recuperarlo. Mientras lo hace, accidentalmente rompe una gárgola y Belle, la dueña de la casa, va con Homer para decirle que no presentaría cargos mientras el niño fuera castigado. El padre obliga a su hijo a trabajar en casa de Belle, para compensar.   
Bart pronto descubre que la mansión es en realidad una casa de burlesque, llamada "La Maison Derrière" ("La Casa de Atrás") y rápidamente se entusiasma con su trabajo, primero como fontanero y luego como sacaborrachos, además de reemplazar a un comediante en una ocasión. El Abuelo descubre a Bart en la casa mientras acudía allí como cliente.   
Mientras tanto, Marge y Lisa llegan a la playa, pero descubren que los animales cubiertos con petróleo estaban reservados para las celebridades. Ambas son puestas a trabajar limpiando rocas, pero, decepcionadas, abandonan el trabajo y regresan a casa. 
Mientras va a buscar a Bart, Homer descubre el propósito de la casa, pero no hace nada para evitar que su hijo siguiera trabajando allí. El director Skinner visita el local y encuentra al niño en la puerta, sirviendo de recepcionista. El docente le avisa del suceso al Reverendo Lovejoy y a Ned Flanders, y junto con sus esposas, enfrentan a Homer sobre el asunto y se quejan. Este declara que no tenía ningún problema con que Bart trabajase en una casa de burlesque, justo en el momento en que Marge llega a casa. 
Marge le pide a Belle que cierre la casa de burlesque y que abandone la ciudad, pero esta última se niega y le enumera un montón de razones para no hacerlo, asegurando que el establecimiento es parte de Springfield. En una reunión en el ayuntamiento, Marge habla sobre la casa y muestra fotografías de muchos habitantes de la ciudad entrando y saliendo de ella. Pronto, a regañadientes, consigue el apoyo de todo el pueblo que se dirige hacia la casa para destruirla. Cuando llegan, comienzan a destrozar cosas. Bart y Homer, entonces, llegan, y convencen a la gente de detenerse, cantando un número musical acompañado por Belle y algunas de las bailarinas. La muchedumbre pronto se une a la canción y deciden conservar la casa. Sin embargo, Marge llega con una topadora, sin haber oído la canción. Los ciudadanos le anuncian que la casa se quedaría, pero Marge trata de hacer su propia canción para evitarlo. Cuando comienza a cantar, accidentalmente desatiende la topadora, lo que provoca que choque con la casa y destruya parte de la misma. Marge se disculpa con Belle y ofrece pagar el daño, por lo que comienza a trabajar como ventrílocua en la casa. El episodio termina con ella tratando de contar un chiste en una función, aunque sin éxito dado que no consigue impresionar a su audiencia. Homer es el único que dice algo al respecto, aunque al poco tiempo Bart lo termina sacando del lugar.

## Producción
El episodio fue escrito por Richard Appel, quien estaba buscando nuevos argumentos para que protagonice Bart y pensó que sería gracioso que trabajase en una casa de burlesque. El problema era buscar una forma de poner una casa así en Springfield, lo cual fue solucionado con la escena del avión de juguete. Se propuso una docena de nombres distintos para la casa de burlesque, algunos de los cuales eran picantes.
Josh Weinstein dijo que hay tantos personajes de mala calaña en Los Simpson que fue muy fácil encontrar personas para la escena en la casa de burlesque. También puede verse un personaje diseñado como John Swartzwelder.
El diseño de Belle no estuvo basado en nadie en particular y fue rediseñada varias veces. La voz de Belle la hizo Tress MacNeille pero previamente se había buscado una estrella invitada para el papel.